# Victorià Muñoz i Oms
Victorià Muñoz i Oms (Lleida, 1900 - Barcelona, 14 d'abril de 2000) fou un enginyer de camins, promotor de la regulació hidroelèctrica de la Noguera Ribagorçana i creador de l'ENHER.

## Biografia
Va intervenir en el tren de la Noguera Pallaresa a la dècada del 1920.
El 1935 el Conseller d'obres públiques de la Generalitat de Catalunya Joan Vallès i Pujals, el nomenà enginyer director del Pla General d'Obres Públiques de Catalunya. Des del seu càrrec va redactar el Pla d'Obres Públiques de Catalunya de 1935 i va promoure el pla de regulació hidroelèctrica integral de la Noguera Ribagorçana que va tutelar des dels seus inicis.
El 1939, Victoriano Muñoz també va participar en la redacció del Pla Nacional de Carreteres popularment conegut com a Pla Peña (per haver estat redactat sota el mandat del ministre Peña Boeuf)  A inicis dels anys setanta també va dirigir la construcció de l'actual pont de l'N-II a Lleida.
Un ministre d'indústria franquista, Juan Antonio Suanzes Fernández, el contracta per al desenvolupament del Pla Hidrològic. Va obtenir finançament de l'INI (Instituto Nacional de Industria) i impulsà la creació de l'empresa ENHER (Empresa Nacional Hidroelèctrica de la Ribagorçana) el 1946 per a dur-ne a terme l'explotació. Va construir deu centrals hidroelèctriques en onze anys (entre elles les d'Escales i Canelles) així com les seves infraestructures complementàries.
El 1957 fou autor del Pla General d'Aigües de Catalunya per tal d'aprofitar els recursos hidràulics de les conques pròpies. El 1963 deixà el càrrec i fou nomenat Cap Regional de Carreteres de Catalunya i Balears, càrrec que ocupà fins a 1972. Fou impulsor del pont de Sant Adrià de Besòs, els accessos a Molins de Rei i l'autopista que porta a l'aeroport de Son Sant Joan de Palma, entre d'altres.
És l'autor de la numeració de les carreteres d'Espanya, que comencen amb les lletres N (nacionals) i C (comarcals) seguides de tres dígits.
Se li concedeix la "Gran Cruz de la Orden Imperial del Yugo y las Flechas" (1968) 
Va rebre la Creu de Sant Jordi el 1981.
El 2010 la ciutat de Lleida inaugurà una avinguda que porta el seu nom.